# 市川拓司
市川 拓司（いちかわ たくじ、1962年10月7日 - ）は、日本の小説家。

## 経歴
東京都出身で小学校まで府中市で過ごし、中学生のときに埼玉県へ移住、以降県内で暮らす。埼玉県立与野高等学校、獨協大学経済学部経済学科卒業。出版社に就職するが3か月で退職（本人いわく、ぶち壊し）、バイクで日本一周の旅に出る。2年間フリーターをした後、少人数で働く税理士事務所に14年に渡って勤める。その頃から妻のためにと小説を書き始め、1997年からはインターネット上で多数の作品を発表していた。ミステリー作家としてのデビューを目指していたこともあり、サントリーミステリー大賞、鮎川哲也賞、創元推理短編賞に応募した経験がある（小説を書き始めたことについては、後に振り返って、もっと深い無意識の動機があったかもしれないと述べている）。
ネット小説が注目され、2002年に『Separation』でデビュー、同作品は『14ヶ月〜妻が子供に還っていく〜』としてテレビドラマ化される。2003年発売の『いま、会いにゆきます』は、ベストセラー小説「世界の中心で、愛をさけぶ」に折り込みチラシとして挿入され、これをきっかけに大ヒットとなる。この小説の映画化が注目を浴び、一躍恋愛小説の旗手となった。
ジョン・アーヴィング、イアン・マキューアンなどの影響がある。作品は概ね「愛」がベースとなっているが、同時に「死」がもう一つのテーマになっている。作風はホラーであったり、サスペンス色があったりもするが、SF・ファンタジー的要素を含ませた作りを最も好むようである。
本人は学生時代に長く陸上部に所属し、妻は器械体操をして、その後はエアロビックダンスのインストラクターとなったことから、作品の主人公カップルはこの組み合わせがしばしば使われる。
自身が発達障害（自閉症スペクトラム）であることを公表していて、当事者としてメディアに出演している。

## 作品
- 『Separation』（2002年 アルファポリス）市川たくじ名義
  - 原題は「きみはぼくの」。よみうりテレビ・日本テレビ系『14ヶ月〜妻が子供に還っていく〜』としてドラマ化、漫画化。
  - 『Separation-きみが還る場所』（2006年10月 アルファポリス文庫）分冊文庫化
  - 『Voice』（2006年10月 アルファポリス文庫）
- 『いま、会いにゆきます』（2003年2月 小学館／2007年11月 小学館文庫）
  - 同名にて映画化、TBS系で同名ドラマ化、小学館で同名漫画化。
- 『恋愛寫眞　もうひとつの物語』（2003年5月 小学館／2013年1月 小学館文庫）
  - 『ただ、君を愛してる』として映画化、漫画化
- 『そのときは彼によろしく』（2004年3月 小学館／2007年4月 小学館文庫）
  - 同名にて映画化、漫画化
- 『おぼえていてね アーカイブ星ものがたり』（絵本、こじまさとみ画）（2004年10月18日 小学館）
  - 映画「いま、会いにゆきます」から派生した絵本。
- 『弘海-息子が海に還る朝』（2005年2月　朝日新聞社／2012年8月 朝日文庫）
- 『世界中が雨だったら』（2005年6月 新潮社／2007年11月 新潮文庫）
  - 初期に書かれた短編3本。
- 『きみはぼくの』（エッセイ）（2006年10月 アルファポリス／2009年1月 アルファポリス文庫）
- 『ぼくの手はきみのために』（2007年2月 角川書店／2010年1月 角川文庫）
- 『吸涙鬼　Lovers of Tears』（2010年7月 講談社／2012年10月 講談社文庫）
- 『ぼくらは夜にしか会わなかった』（2011年10月 祥伝社／2014年6月 祥伝社文庫）
- 『ねえ、委員長』（2012年3月 幻冬舎／2014年4月 幻冬舎文庫）
- 『こんなにも優しい、世界の終わりかた』（2013年8月 小学館／2016年5月 小学館文庫）
- 『壊れた自転車でぼくはゆく』（2014年12月 朝日新聞出版／2018年1月 朝日文庫）
- 『MM』（2017年7月 小学館）
  - 『永遠に解けないパズル』（2019年7月 小学館文庫）改題文庫化
- 『私小説』（2018年3月 朝日新聞出版） テレビ朝日系で『私小説 -発達障がいのボクが純愛小説家になれた理由-』としてドラマ化。
- 『レフュジーズ ドーター』（2019年 レッド・サークル）

### 共著・アンソロジー
- 『I LOVE YOU』（2005年7月　祥伝社）のち文庫　「卒業写真」
- 『忘れない。贈りものをめぐる十の話』（2007年12月　メディアファクトリー）「ワスレナグサ」
- 『本からはじまる物語』（2007年12月　メディアパル）「さよならのかわりに」
  - 「本」「本屋」を舞台に描いた掌編小説集
- 『こどものころにみた夢』（2008年6月　講談社）「ふたり流れる」
- 『“ツウ”が語る映画この一本』（2011年9月　近代映画社）

### その他
- 『ぼくが発達障害だからできたこと』（2016年6月　朝日新聞出版）